# Чемпионат мира по шорт-треку среди команд 2010
Чемпионат мира по шорт-треку среди команд 2010 года проходил 27 — 28 марта в Бормио (Италия).

## Система состязаний
Для участия в чемпионате автоматически квалифицировались первые восемь стран по итогам кубка мира. По 4 конькобежца от каждой страны участвовало в гонках на 500 м и на 1000 м, по 2 конькобежца — в гонке на 3000 м, плюс проходило первенство в эстафете (на 3000 м для женщин, на 5000 м — для мужчин).

## Участники чемпионата

### Мужчины
| Место | Участники        | Очки |
| ----- | ---------------- | ---- |
| 1     | Республика Корея | 36   |
| 2     | Канада           | 34   |
| 3     | Китай            | 27   |
| 4     | Италия           | 21   |
| 5     | Германия         | -    |
| 6     | Франция          | -    |
| 7     | Япония           | -    |
| 8     | Великобритания   | -    |

### Женщины
| Место | Участники        | Очки |
| ----- | ---------------- | ---- |
| 1     | Республика Корея | 45   |
| 2     | Канада           | 35   |
| 3     | Италия           | 21   |
| 4     | Япония           | 19   |
| 5     | Венгрия          | -    |
| 6     | Великобритания   | -    |
| 7     | Германия         | -    |

## Призёры чемпионата

### Мужчины
| Дисциплина | Золото                                                               | Серебро                                                                                | Бронза                                                                  |
| ---------- | -------------------------------------------------------------------- | -------------------------------------------------------------------------------------- | ----------------------------------------------------------------------- |
| Команды    | Республика Корея · Ли Хо Сук · Ли Джун Су · Ким Сон Иль · Квак Юн Ги | Канада · Франсуа Амлен · Шарль Амлен · Оливье Жан · Гийом Бастий · Франсуа-Луи Трамбле | Китай · Хань Цзялян · Лян Вэньхао · Лю Сяньвэй · Ма Юньфэй · Ван Хун Ян |

### Женщины
| Дисциплина | Золото                                                                                | Серебро                                                                                   | Бронза                                                                                    |
| ---------- | ------------------------------------------------------------------------------------- | ----------------------------------------------------------------------------------------- | ----------------------------------------------------------------------------------------- |
| Команды    | Республика Корея · Ким Мин Джун · Пак Сын Хи · Чхо Хэ Ри · Ли Ын Бюль · Чхве Джун Вон | Канада · Таня Висент · Марианна Сен-Желе · Калина Роберж · Джессика Грегг · Валери Мальте | Италия · Катя Дзини · Чечилия Маффеи · Елена Вивиани · Лючия Перетти · Мартина Вальчепина |